# Mellie Francon
Mellie Francon, née le 24 janvier 1982, est une snowboardeuse suisse. Au cours de sa carrière, elle fut médaillée de bronze de snowboardcross en 2009 à Gangwon (Corée du Sud) derrière la Norvégienne Helene Olafsen et sa compatriote Olivia Nobs, et a remporté une épreuve de coupe du monde en snowboardcross à Bad Gastein (Autriche) en 2006. Elle compte au total huit podiums en coupe du monde (tous en snowboardcross). Elle a également participé aux Jeux olympiques d'hiver de 2006 à Turin en prenant la 5e place d'une édition remportée par sa compatriote Tanja Frieden, ainsi qu'à deux autres championnats du monde en 2005 à Whistler (Canada) avec une 16e place et en 2007 à Arosa (Suisse)  avec une 9e place.

## Palmarès

### Jeux olympiques d'hiver
- Jeux olympiques d'hiver de 2006 à Turin (Italie):
  - 5e en snowboardcross.

- Jeux olympiques d’hiver de 2010 à         Vancouver ( Canada ):
  - 7e en snowboardcross

### Championnats du monde
- Championnats du monde 2009 à Gangwon (Corée du Sud):
  -  Médaille de bronze en snowboardcross.

### coupe du monde
- Meilleur classement général : 7e en 2008.
- Meilleur classement du snowboardcross : 3e en 2008.
- 10 podiums dont 1 victoire en snowboardcross.